# Peosidrilus dorsospermatheca
Peosidrilus dorsospermatheca är en ringmaskart som beskrevs av Davis 1985. Peosidrilus dorsospermatheca ingår i släktet Peosidrilus och familjen glattmaskar. Inga underarter finns listade i Catalogue of Life.